# Guantanamo Bay Naval Base
|  | Denne artikel handler om flådebasen i Guantanamo Bay. For fangelejren se Guantanamo-lejren |
Guantanamo Bay Naval Base er en amerikansk flådebase lokaliseret i Guantanamobugten i den sydøstlige del af Cuba, som bliver benyttet af United States Navy. Guantanamo-basen, som den ofte kaldes i danske medier, huser også en fangelejr for fanger mistænkt for at have forbindelse til al-Qaeda eller andre terroristorganisationer.

## Historie
Den amerikanske flådestation Guantanamo Bay, som strækker sig over 116 km², blev etableret i 1898, da USA overtog kontrollen med Cuba fra Spanien ved afslutningen af den amerikansk-spanske krig. 
I 1902 indskrev det nyoprettede amerikanske protektorat det såkaldte Platt-tillæg i den nyoprettede cubanske forfatning. Platt-tillægget gav USA retten over Guantanamo Bay, og betingede, at Cuba ikke overdrog noget cubansk territorium til nogen anden fremmed magt end USA.
I 1903 underskrev Cubas præsident, Tomás Estrada Palma, den cubansk-amerikanske traktat, efter at Theodore Roosevelt havde trukket de amerikanske styrker tilbage. Her igennem indgik USA et evigt lejemål af Guantanamo Bay. Traktaten slår blandt andet fast, at USA har komplet juridisk kontrol over Guantanamo Bay, så længe Cuba er anerkendt som en selvstændig republik.
Indtil 1934 definerede denne traktat det amerikansk-cubanske forhold.
I 1905 gjorde cubanerne oprør, til dels pga. Platt-tillægget. Oprøret førte til, at USA igen besatte landet i 3 år.
I 1934 blev traktaten ændret, så Cuba og landets handelspartnere fik lov til at færdes i bugten. Samtidig blev lejen sat op fra 2.000 US$ pr. år til 4.085 US$ pr. år. Traktaten slår også fast, at lejekontrakten kun kan opsiges, hvis begge landes regeringer bliver enige herom, eller hvis de amerikanske tropper forlader området.
Pr. 2005 er der over 9.500 amerikanske soldater på Guantanamo Bay basen. (jf. Nationalgeographic Arkiveret 15. juli 2005 hos  Wayback Machine)
Siden Fidel Castro kom til magten i Cuba, har han kun indløst én amerikansk lejerate for Guantanamo Bay og nægter at indløse flere, eftersom han mener, at lejekontrakten er ulovlig. Selv om der ikke eksisterer diplomatiske forbindelser mellem USA og Cuba, er landene blevet enige om, at Cuba overdrager amerikanske forbrydere, der er flygtet fra Guantanamo Bay, til de amerikanske myndigheder, mens amerikanerne overdrager cubanske forbrydere til de cubanske myndigheder.
Den amerikanske kontrol over cubansk territorium har aldrig været populær hos det cubanske folk og efter revolutionen heller ikke hos regeringen. 
Den cubanske regering undsiger kraftigt den cubansk-amerikanske traktat med henvisning til artikel 52 i Wien-konventionen om traktatlovgivning fra 1969. Heri står det, at en traktat er ugyldig, hvis den er blevet underskrevet under trusler eller ved brug af magt. Her refererer cubanerne til indskrivningen af den omtalte Platt Amendment i den cubanske forfatning i 1901. USA advarede den cubanske forfatningskomite om ikke at ændre i tilføjelsen og gjorde det klart, at de amerikanske tropper ikke ville forlade Cuba, før tilføjelsen var blevet skrevet ind i forfatningen. 
USA hævder derimod, at Cuba har ratificeret traktaten ved at hæve den omtalte første rate, og derfor ikke ensidigt kan ophæve traktaten. Yderligere hævder USA, at alle påstande om, at USA krænkede Cubas suverænitet med ’’the Platt Amendmen’’, og om, at Guantanamo Bay er en ulovlig militær besættelse, blev tilbagevist, da Cubas nye regering frivilligt valgte at konfirmere basens legitimitet (ved at hæve den omtalte første rate).
Efter stridighederne lukkede den cubanske regering vandforsyningen til basen, hvilket førte til, at USA først importerede vand fra Jamaica og siden byggede destillationsanlæg på basens område. I dag er basen selvforsynende med både vand og elektricitet. Kun 2 ældre cubanere arbejder stadig på basen, efter at den cubanske regering har forhindret yderligere rekruttering.